# Europacity

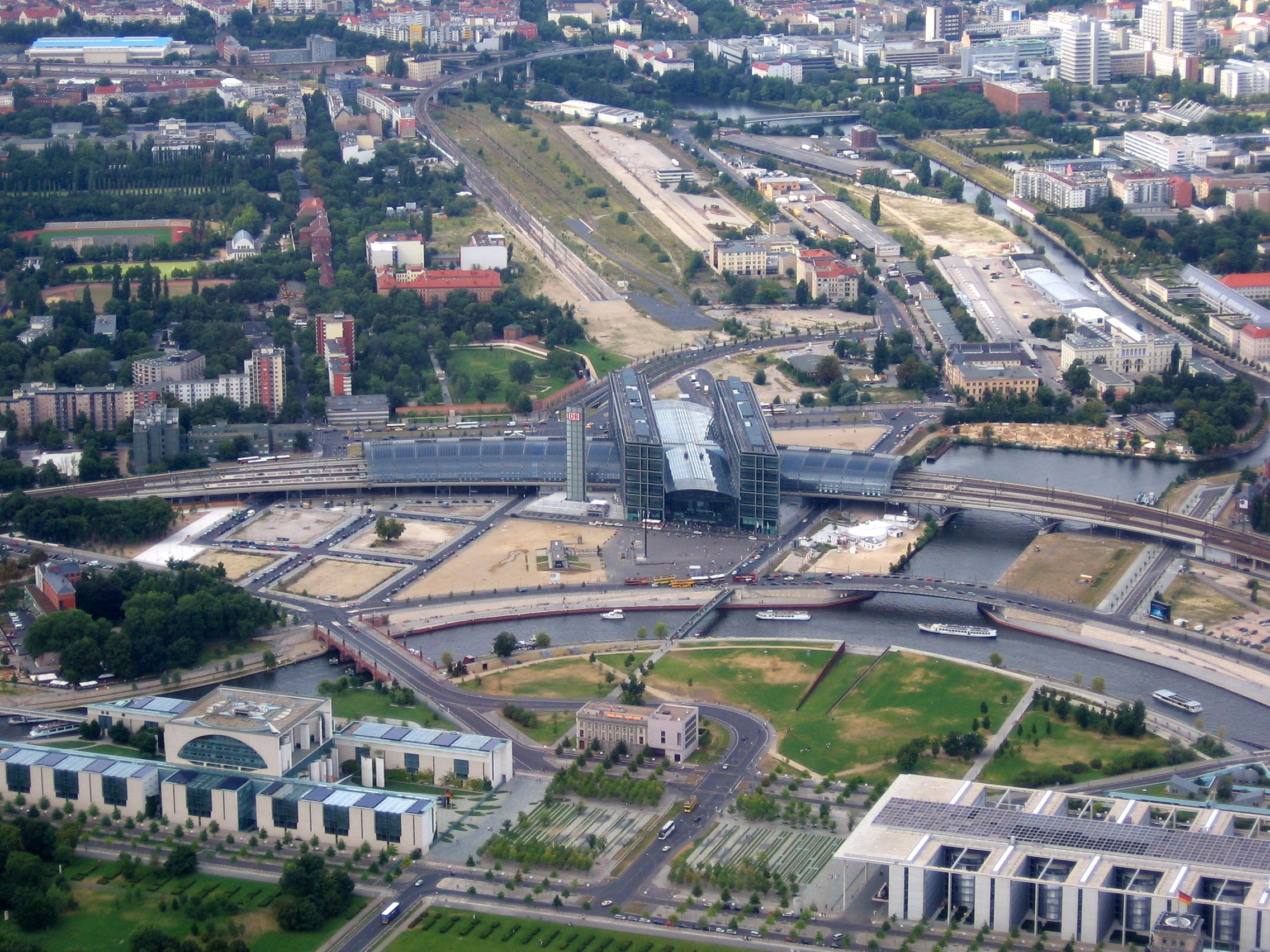
Entwicklungsgebiet Europacity mit dem Berliner Hauptbahnhof im Bildzentrum, August 2008

Die Europacity, auch Entwicklungsgebiet Heidestraße oder Stadtquartier Heidestraße genannt, ist ein im Berliner Ortsteil Moabit gelegenes städtebauliches Entwicklungsgebiet, überwiegend nördlich des Europaplatzes am Hauptbahnhof.

## Lage
Das Gebiet der Europacity liegt im Bezirk Mitte. Der nördliche Bereich wird durch die zum Hauptbahnhof führende Nord-Süd-Fernbahn, die Perleberger Straße und den Berlin-Spandauer Schifffahrtskanal eingefasst, der südliche durch den Humboldthafen, die Spree und die Straße Alt-Moabit begrenzt.
Die Heidestraße ist die Hauptstraße, an der das Total-Hochhaus und das Geschäftshaus der 50Hertz Transmission GmbH fertiggestellt sind. Die gesamte Fläche des Stadtquartiers Heidestraße umfasst etwa 85.000 m².

## Nördliches Gebiet

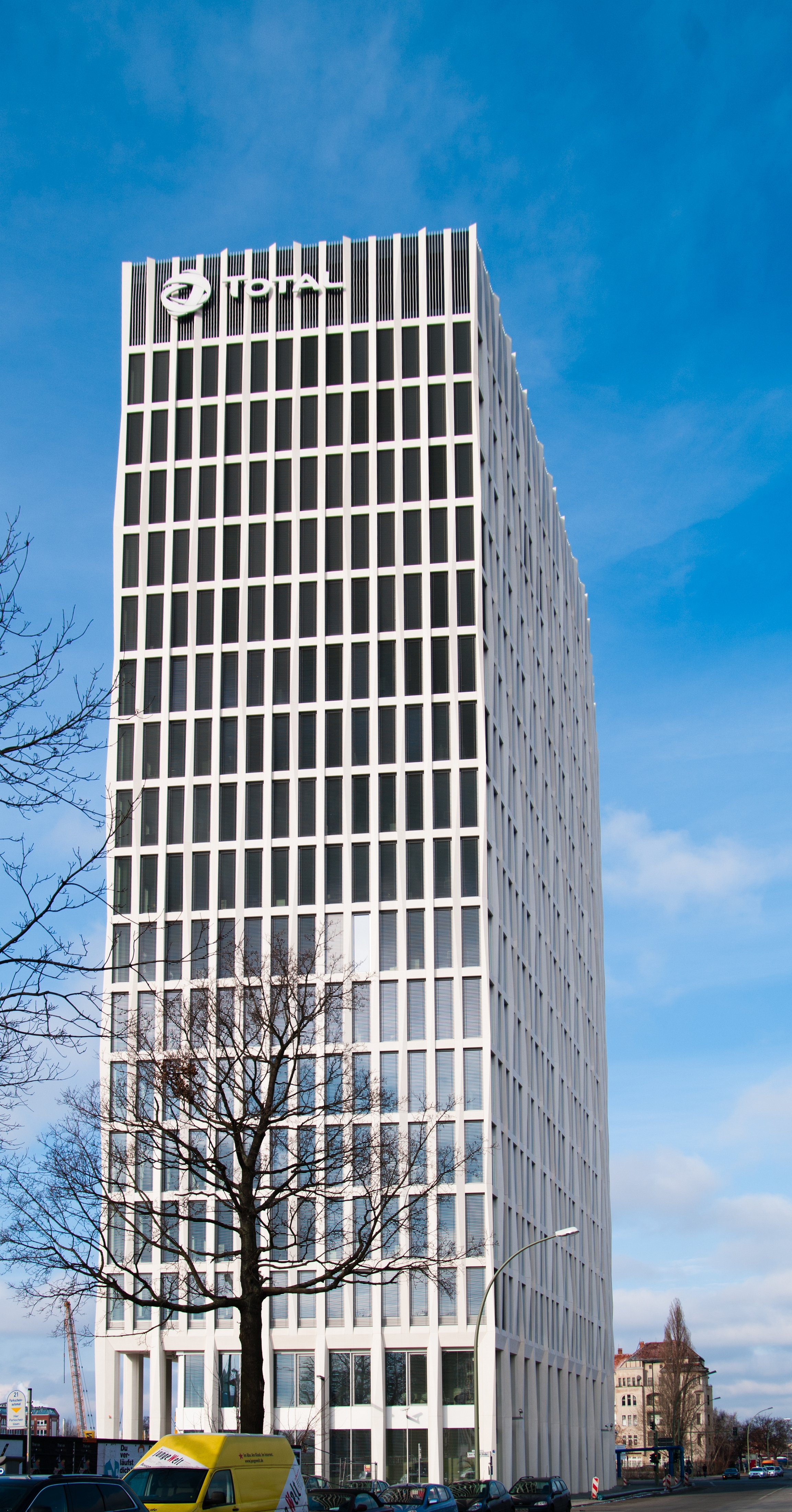
Tour Total Berlin, erstes Gebäude der Europacity nach dem Hauptbahnhof

Der 40 Hektar umfassende Teil nördlich der Invalidenstraße war in den 2010er Jahren noch weitestgehend durch die frühere Bahnnutzung unter anderem als Containerbahnhof und Nutzung durch kleinteilige Logistikunternehmen geprägt. Auf dem Gebiet entsteht derzeit ein gemischtes Quartier mit den Nutzungsarten Wohnen, Büro, Einzelhandel und Kunst. Geplant sind Wohnungen für rund 2.000 Menschen und Büros für über 10.000 Arbeitsplätze. Ab der im Jahr 2009 erteilten Genehmigung des Masterplans wird mit einer Aufbauzeit von 15 Jahren gerechnet. Zwischen 2013 und 2016 wurde die Heidestraße umgebaut: sie erhielt Radwege und die Straße wurde begrünt.

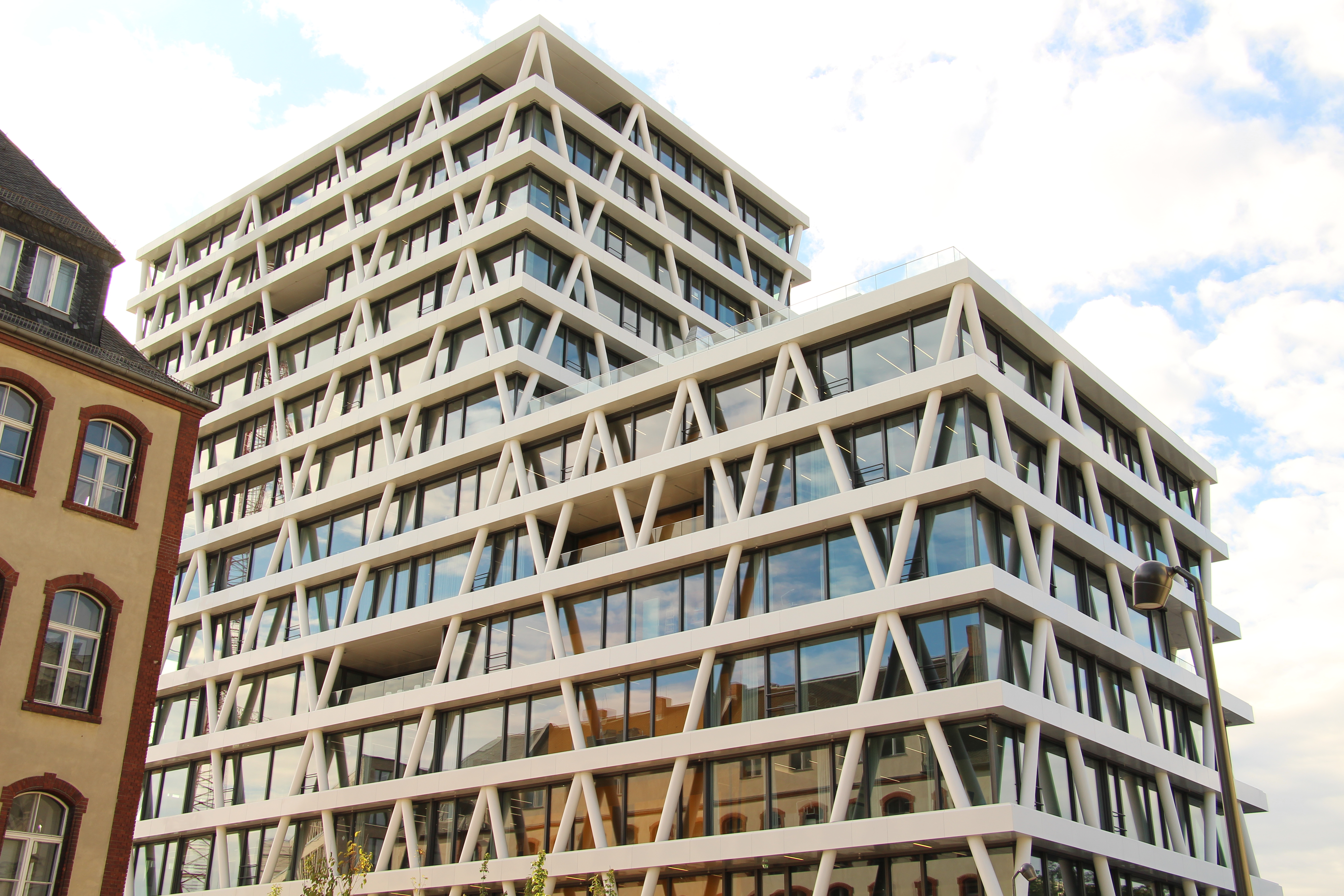
Verwaltungszentrale für 50Hertz

Haupteigentümer der Flächen des Projektgebiets sind das Immobilienunternehmen CA Immo, ehemals Vivico (ursprünglich ca. 20 Hektar), die Deutsche Bahn (ca. 10 Hektar) sowie das Land Berlin (ca. 6 Hektar). Im westlichen Teil ist das Areal noch durch die ehemalige Nutzung als Containerbahnhof geprägt, im östlichen Teil durch alte Lagerhallen sowie Lager- und Brachflächen. Allerdings haben sich an der südlichen Grenze einige Nutzungen fest etabliert. So hat sich mit dem Museum für Gegenwart im Hamburger Bahnhof und der angrenzenden Rieckhalle mit der Flick-Sammlung ein Kulturstandort gebildet. Der Standort wurde als „Kunst-Campus“ konzipiert und im Jahr 2008 um die Halle am Wasser als Standort für sechs Kunstgalerien, eine Agentur für Kunstvermittlung sowie ein Ausstellungsbüro erweitert. Im Jahr 2009 erfolgte die Fertigstellung des Kunst-Campus durch neue Zugänge, Wegeführungen und die Gestaltung des zentralen Platzes.
Zu Beginn des Jahres 2008 führte der Senat von Berlin einen städtebaulichen Wettbewerb für das gesamte Entwicklungsgebiet durch. Die Ergebnisse wurden in einen Masterplan eingearbeitet und im Mai 2009 beschlossen. Das Berliner Abgeordnetenhaus genehmigte im Juli 2010 den Bebauungsplan für den nach Norden erweiterten Europaplatz. Im Juli 2010 startete Vivico mit dem Bau des Tour Total Berlin, einem rund 69 Meter hohen Bürohaus für das französische Mineralölunternehmen Total, auf dem nördlichen Teil des Europaplatzes, das als Tor zur Europacity fungiert. Eine Besonderheit ist der am westlichen Kanalufer liegende neue „Stadthafen“, mit dem Berliner Schiffsrundfahrten eine neue Anlegestelle bekommen.
2016 wurde die Firmenzentrale für das Unternehmen 50Hertz Transmission fertiggestellt. Der Entwurf stammt vom Büro Love Architecture Graz unter Einbeziehung der Mitarbeiter des Unternehmens, die auf einem sechsgeschossigen Bau einen leicht versetzten Turm mit sieben Etagen errichteten. Die Fassade bildet mit ihren vorkragenden Etagenplatten, die zwischen schrägen sich kreuzenden Stützen liegen, einen Blickfang. Bei einem Wettbewerb des BDA um die besten Entwürfe des Jahres 2018 erhielt das Haus den Publikumspreis.
CA Immo hat verschiedene Grundstücke an Investoren und Projektentwickler verkauft. So das Areal, auf dem sich früher das Fischspezialitäten-Geschäft „Mitte Meer“ befand, das Grundstück auf dem sich noch die Halle am Wasser befindet sowie weitere Grundstücke für Büro- und Hotelbauten. Das Bürogebäude Monnet 4 wurde im Sommer 2015 fertiggestellt. Als optisches Eingangstor zur Europacity soll am Nordhafen ein neues 70 Meter hohes Gebäude nach Entwürfen der Architekten Kleihues + Kleihues entstehen.
2019 gab der Softwarehersteller SAP bekannt, eine Niederlassung im Quartier zu errichten und in den nächsten zehn Jahren 200 Millionen Euro investieren zu wollen. Im Herbst 2020 erfolgte die Grundsteinlegung des gut 550 Meter langen Gebäudes QH Track, das Ende 2022 fertiggestellt werden sollte.

## Südliches Gebiet

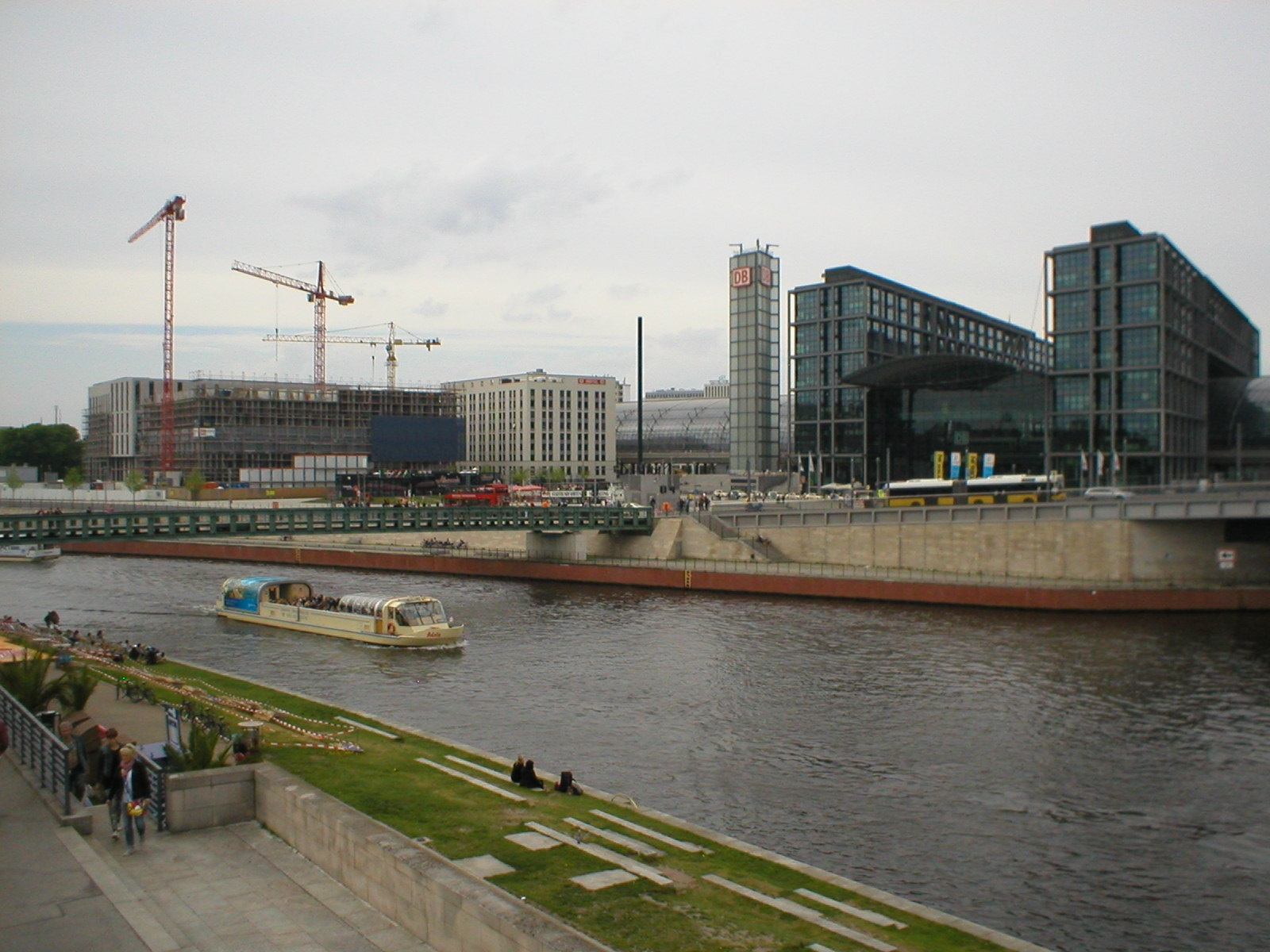
Steigenberger-Hotelbaustelle vor dem Hauptbahnhof, Mai 2013

Mit Planung des Berliner Hauptbahnhofs in den 1990er Jahren wurde dessen unmittelbare Umgebung zum Stadtentwicklungsgebiet mit mehreren Straßen und Plätzen und entsprechender Nutzung erklärt.
Dieses als Lehrter Stadtquartier bezeichnete Areal südlich der Invalidenstraße – begrenzt vom Humboldthafen, der Spree, dem Hauptbahnhof und der Straße Alt-Moabit – wird inzwischen ebenfalls als ein Teilgebiet der Europacity verstanden. Westlich des Bahnhofs entsteht dort seit einigen Jahren ein schachbrettartiges Karree mit Büro- und Hotelgebäuden.
Im Jahr 1994 wurde zum Zwecke der Errichtung des Lehrter Stadtquartiers ein städtebaulicher Wettbewerb durchgeführt, aus dem der Entwurf von Oswald Mathias Ungers als Sieger hervorging. Auf dieser Grundlage wurde im Sommer 2006 ein Bebauungsplan gefasst. Hauptgrundstückseigentümer ist die Immobiliengesellschaft CA Immo, die auch das nördlich angrenzende Gelände der Europacity entwickelt.
Der städtebauliche Entwurf Ungers für die Flächen der CA Immo sieht im Westen des Stadtquartiers sieben eigenständige Gebäude vor – zwei nördlich und fünf südlich des Hauptbahnhofs – die in Nord-Süd-Ausrichtung an den neu angelegten Straßen zu errichten sind. Diese sollen die Berliner Traufhöhe von 22 Metern nicht übersteigen, um das Ost-West-Dach des Bahnhofs nicht zu überragen.
Zusätzlich zu dieser traditionellen Blockbebauung sieht der Ungers-Entwurf zwei Solitärbauten vor. Am Europaplatz soll danach auch ein 100 Meter hohes Bürohochhaus entstehen, in das die Deutsche Bahn jedoch, entgegen ihrer ursprünglichen Planung, nicht mehr einziehen will. Auf dem Washingtonplatz entstand ein kubisches Gebäude, der cube berlin,  mit einer Kantenlänge von 40 Metern. Der Bebauungsplanentwurf sieht die Errichtung von rund 145.000 m² Geschossfläche vor. Laut CA Immo sollen dort Büros dominieren, allerdings seien auch Hotels oder Einzelhandel möglich.

## Verkehr
Durch die unmittelbare Nähe zum Hauptbahnhof ist die Europacity im südlichen Teil an den Fern-, Regional- und Nahverkehr angebunden, für den nördlichen Teil entsteht im Zuge des S-Bahn-Projektes S21 der S-Bahnhof Perleberger Brücke.

## Rezeption
Von Mai bis Juli 2020 betrieb die Künstlerin Nora Spiekermann den Offenen Kanal Europa, um auf die Entwicklung der Europacity aufmerksam zu machen und „Austausch und Kommunikation für Neuankömmlinge und Alteingesessene“ zu fördern.
Jean-Philippe Vassal vermisst partizipative, soziale und ökologische Aspekte in der Berliner Stadtentwicklung und beschrieb die Europacity beispielhaft wie folgt: „Die Europacity ist ein Beispiel dafür, dass man 30 Jahre alten Masterplänen folgt, obwohl Prognosen nicht eingetroffen sind. […] Die Europacity ist gebaute Leere. Ohne Leben, ohne Identität.“
Statt der ursprünglich geplanten 215 Sozialwohnungen an der Heidestraße in der Europacity werden dort nur teure möblierte Appartements angeboten, da nach diversen Eigentümerwechseln der jetzige Eigentümer sich nicht an die Vereinbarung gebunden fühlt. Die 2016 getroffene Vereinbarung war der erste Vertrag im Rahmen der sogenannten kooperativen Baulandentwicklung des Lands Berlin.